# سد بقعه
سد بقعه (به لاتین: Bokaa Dam) یک سد خاکی در بوتسوانا است که در ناحیه کگاتلنگ واقع شده‌است.